# Aloe elkerriana
Aloe elkerriana ist eine Pflanzenart der Gattung der Aloen in der Unterfamilie der Affodillgewächse (Asphodeloideae). Das Artepitheton elkerriana verweist auf das Vorkommen der Art bei El Kerré in Äthiopien.

## Beschreibung

### Vegetative Merkmale
Aloe elkerriana wächst stammbildend und verzweigt von der Basis aus. Die niederliegenden oder für gewöhnlich hängenden Stämme erreichen eine Länge von 3 bis 5 Meter. Die zwölf bis 23 lanzettlichen Laubblätter bilden offene Rosetten. Ihre gräulich grüne, glatte Blattspreite ist 20 bis 30 Zentimeter lang und 4,5 Zentimeter breit. Auf der Blattunterseite befinden sich an Jungtrieben kleine weißliche Flecken. Die weißlich-rosafarbenen Zähne am Blattrand sind 1 bis 2 Millimeter lang und stehen 4 Millimeter voneinander entfernt. Zur Blattspitze hin stehen sie weiter auseinander. Der Blattsaft ist gelborangefarben. Er trocknet fast schwarz.

### Blütenstände und Blüten
Der schiefe Blütenstand besteht aus vier bis fünf Zweigen und erreicht eine Länge von 50 bis 60 Zentimeter. Die ziemlich lockeren, zylindrischen Trauben bestehen aus einseitswendigen Blüten und sind 10 bis 15 Zentimeter lang. Die  Brakteen weisen eine Länge von 5 Millimeter auf. Die dunkel korallenroten Blüten sind an ihrer Mündung gelb und stehen an 10 bis 17 Millimeter langen Blütenstielen. Die Blüten sind 25 Millimeter lang. Auf Höhe des Fruchtknotens weisen die Blüten einen Durchmesser von 5 Millimeter auf. Ihre äußeren Perigonblätter sind auf einer Länge von 12 Millimetern nicht miteinander verwachsen. Die Staubblätter und der Griffel ragen 4 Millimeter aus der Blüte heraus.

## Systematik und Verbreitung
Aloe elkerriana ist in Äthiopien bei El Kerré auf Klippen in Höhen von 1000 Metern verbreitet. Die Art ist nur vom Typusfundort bekannt.
Die Erstbeschreibung durch Maurizio Dioli und Thomas A. McCoy wurde 2007 veröffentlicht.

## Nachweise